# Michalis Rakindzis
Michalis Rakindzis (ur. 3 kwietnia 1957 w Atenach) – grecki piosenkarz.
W latach 1981–1986 wokalista zespołu Scraptown, z którym wydał trzy albumy studyjne: Scraptown (1981), Rules of the Game (1983) i Give Me a Break (1985). Od 1986 artysta solowy, wydał płyty: Moro mu falco (1987), Dikieoma ja mia + mia (1988), As proseches (1988), Isowia (1988), Apagoji (1990), Na ise ekii (1991), Ethnic (1994), I proti apili (1995), S’ ena wradi oti zisume (1997), Katreftis (1998), Ton filo su zilewo (1999), Oniro 13 (2001), S.A.G.A.P.O. (2002), Solo (2003), Bar Code (2005), Made in Greece (2006), Energia (2008) i Back to the Future (2011), a także album pt. Eci m’ aresi (1992) nagrany z Ianem Gillanem i As proseches (1998) z Sakisem Bulasem.
W 2002 reprezentował Grecję z utworem „S.A.G.A.P.O.” w finale 47. Konkursu Piosenki Eurowizji.

## Życiorys
Studiował inżynierię mechaniczną w Anglii. W latach 80. założył zespół muzyczny Scraptown, grający funk i reggae. Wydał z nim trzy albumy studyjne: Scraptown (1981), Rules of the Game (1983) i Give Me a Break (1985). Po zakończeniu współpracy z zespołem rozpoczął karierę solową.
W 1986 wydał debiutancki singiel „Moro mu falco”, którym zapowiadał pierwszy album studyjny o tym samym tytule. W 1988 premierę miały jego trzy solowe albumy: Dikieoma ja mia + mia, As proseches (nagraną we współpracy z Sakisem Bulasem) i Isowia, będący ścieżką dźwiękową do filmu w reżyserii Janisa Dalianidisa o tym samym tytule. 
W 1990 wydał album pt. Apagoji. W 1991 zdobył tytuł Piosenkarza roku w plebiscycie czytelników magazynu „Popcorn”, a także wydał kolejny album, pt. Na ise ekii i nawiązał współpracę z Ianem Gillanem, wokalistą zespołu Deep Purple, z którym wspólnie nagrał kolejny album, pt. Eci m’ aresi. Rakindzis nagrał także piosenkę „The Desert Is in Your Heart” dla Bonnie Tyler oraz pomagał w tworzeniu materiału na płyty m.in. Sofi Arwaniti, Sakisa Bulasa i Paschalisa.
W kolejnych latach wydał kilka solowych albumów: Ethnic (1994), I proti apili (1995), S' ena wradi oti zisume (1997), Katreftis (1998), Ton filo su zilewo (1999) i Oniro 13 (2001). W lutym 2002 został wybrany na reprezentanta Grecji w 47. Konkursie Piosenki Eurowizji, wygrywając krajowe eliminacje, do których zgłosił się z utworem „S.A.G.A.P.O.” (ang. I Love You). W finale konkursu, który odbył się 25 maja w tallińskim Saku Suurhall, zajął 17. miejsce po zdobyciu 27 punktów. W trakcie występu towarzyszył mu zespół, z którym ubrany był w czarne zbroje wojskowe. Po finale konkursu otrzymał Nagrodę im. Barbary Dex, nieoficjalny tytuł najgorzej ubranego uczestnika konkursu. Po finale konkursu udzielił wywiadu, w którym skrytykował Eurowizję i przyznał, że podczas występu „był bliski rzucenia mikrofonem o podłogę i zejścia ze sceny”. Jeszcze w 2002 roku wydał kolejny album studyjny, zatytułowany S.A.G.A.P.O.. Wydawnictwo promowane było przez tytułowy singiel i utwór „Paei Paei”, do którego zrealizowano teledysk.
W lipcu 2003 wydał dwupłytowe wydawnictwo pt. Solo, na którym umieścił premierowe utwory i pioseni z jego poprzednich albumów w nowych aranżacjach. W kolejnych latach wydał albumy: Bar Code (2005), Made in Greece (2006), Energia (2008) i Back to the Future (2011). W 2010 nagrał ścieżkę dźwiękową do filmu Show Bitch.

## Dyskografia
Albumy studyjne
- Moro mu falco (1987)
- Dikieoma ja mia + mia (1988)
- As proseches (1988)
- Isowia (1988)
- Apagoji (1990)
- Na ise ekii (1991)
- Eci m’ aresi (1992; z Ianem Gillanem)
- Ethnic (1994)
- I proti apili (1995)
- S’ ena wradi oti zisume (1997)
- Katreftis (1998)
- Ton filo su zilewo (1999)
- Oniro 13 (2001)
- S.A.G.A.P.O. (2002)
- Solo (2003)
- Bar Code (2005)
- Made in Greece (2006)
- Energia (2008)
- Back to the Future (2011)